# 芹沢ゆい
芹沢 ゆい（せりざわ ゆい、1991年11月15日 - ）は、日本のAV女優。身長:148cm。スリーサイズ:B90(J)・W60・H85cm。血液型:AB型。特技:テニス。

## 略歴・人物
2011年1月にAVデビューした。ロリ系のJカップの爆乳AV女優である。
2013年2月に小衣くるみに改名して再びAVデビューした。

## 出演作品

### イメージDVD
- ゆいのドキドキ初体験 （2010年10月29日、メディアブランド）

### アダルトDVD
- 新人×アリスJAPAN 恋するJカップ （2011年1月14日、アリスJAPAN）
- いやらしいロリ巨乳 （2011年2月11日、アリスJAPAN）
- 爆乳ナースの夜のお仕事 （2011年3月11日、アリスJAPAN）
- おっぱいのあたる美容室（2011年4月8日、アリスJAPAN）
- アリスJAPAN専属女優 芹沢ゆいの超高級ソープ！（2011年5月13日、アリスJAPAN）
- 新しい父親に犯されて…（2011年6月10日、アリスJAPAN）
- すごい巨乳の気持ちいいパイズリ（2011年7月8日、アリスJAPAN）
- ボイン保育士とはじめてのせっくす（2011年8月12日、アリスJAPAN）

### 小衣くるみ
- 独占！ 新人デビュー Boin「小衣くるみ」Box 新フェチモザイク 小衣くるみ（2013年2月1日、ABC/妄想族）
- Boin「小衣くるみ」Box2 絶頂！ 小衣くるみ激イカセ！ 新フェチモザイク 小衣くるみ（2013年3月1日、ABC/妄想族）
- Boin「小衣くるみ」Box3 小衣くるみがAV女優から転職しちゃいました！ デジタルモザイク匠 小衣くるみ（2013年4月1日、ABC/妄想族）
- 巨乳看板娘 小衣くるみ（2013年5月2日、グローリークエスト）
- 爆乳姉妹とマセオ君の思い出初入浴（2013年5月10日、クリスタル映像）

## ゲーム
- ぬがせっ！！ハーレム野球拳 2（2012年2月24日、メディアバンク）他出演:成瀬心美、藤井シェリー、青山ゆい、初音みのり、蓮美カレン、南乃花、里美ゆりあ、原田明絵、朝田ばなな

## 写真集
- 恋するJカップ（2011年2月16日、双葉社、撮影：細井智燿）ISBN 978-4575302936